# Rózsa Péter
Rózsa Péter [ˈroːʒɒ ˈpeːtɛr] (nascida Politzer; Budapeste, Áustria-Hungria, 17 de fevereiro de 1905 – Budapeste, 16 de fevereiro de 1977) foi uma matemática húngara. Contribuiu significativamente com a teoria das funções recursivas.

## Vid e trabalho
Rózsa Peter estudou a partir de 1922 inicialmente química na Universidade Eötvös Loránd, mas passou a estudar matemática sob influência das aulas de József Kürschák e Lipót Fejér. Obteve o diploma em 1927 e trabalhou em seguida como professora ginasial. Após ouvir falar sobre o teorema de Gödel, desenvolveu seu própria modo de acessar as funções recursivas, sobre as quais palestrou no Congresso Internacional de Matemáticos de 1932 em Zurique. Obteve um doutorado "summa cum laude" em 1935 em Budapeste. Em 1937 foi coeditora do periódico Journal of Symbolic Logic. A partir de 1939 foi proibida de lecionar por ser judia e foi por pouco tempo presa no gueto forçado de Budapeste.
Durante a Segunda Guerra Mundial, na qual foram mortos seu irmão e diversos amigos no holocausto, escreveu dentre outros um livro de ciência popular (Brinquedo com o infinito), que foi traduzido em 14 línguas. Em 1945 foi docente na Escola Superior de Pedagogia de Budapeste. Em 1951 foi lançado seu livro Funções recursivas, que teve diversas edições e lhe valeu o Prêmio Kossuth de 1951. Em 1955 simplificou a primeira função recursiva não-primitiva conhecida (Função de Ackermann) com as mesmas propriedades de sua atual forma, desde então denominada função de Ackermann-Péter. No mesmo ano foi nomeada professora da Universidade Eötvös Loránd, onde permaneceu até aposentar-se em 1976.
Em 1973 foi eleita membro da Academia de Ciências da Hungria.

## Obras
- Rekursive Funktionen, Budapest 1951 (englisch Academic Press, 3. Edição 1967)
- Das Spiel mit dem Unendlichen. Mathematik für Außenstehende, Teubner 1955, 1966 (em inglês:  Playing with Infinity. Mathematics for everyone, Dover 1976)
- Mathematics is beautiful, Mathematical Intelligencer, Bd. 12, 1990, S. 58 (zuerst in Mathematik in der Schule, Bd. 2, 1964, S. 81), com biografia de Leon Harkleroad, Edie Morris
- Rekursive Funktionen in der Komputertheorie, Budapeste 1976